# Tour de Pologne
A lengyel kerékpáros országúti körversenyt (lengyelül: Wyścig Dookoła Polski), rövidítése (TDP) 1928-óta rendezik meg. 1928 és 1952 között szórványosan, azóta évente kerül megrendezésre, hét-nyolc szakasszal, átlag 1200 kilométeres hosszon. 1993-ig nyitott verseny volt, amatőr és profi kerekesek részére, a résztvevők is főleg lengyelek voltak.
A Nemzetközi Kerékpáros Szövetség (UCI) 2005-óta a világranglistába számító versenyként tartja számon.
Az egyre népszerűbb Tour de France mintájára a Varsói Kerékpáros Egyesület és a Przegląd Sportowy sportújság kezdeményezésére 1928-ban megrendezték az első "Lengyel kerékpáros körversenyt". 1928. szeptember 7-11 között 71 kerékpáros vett részt az 1500 kilométeres versenyen, a győztes Feliks Więcek a Bydgoszcz Kerékpáros Klub tagja lett. A második világháborúig ötször rendezték meg, ezután 1947-ben indult újra a verseny. 1993-ig másodlagos versenynek számított, a Békeverseny volt az elsődleges.
Két versenyző nyert eddig háromszor Marian Więckowski (1954-1956), Andrzej Mierzejewski (1982, 1984, 1988) és Dariusz Baranowski (1991-1993). 1993-óta Czesław Lang az 1990-es olimpia ezüstérmes kerékpárosa a versenyigazgató.
A lengyel körverseny lett az év sporteseménye 1995-ben, 1996-ban, 2004-ben és 2008-ban Lengyelországban.

## Dobogósok
| Év   | Győztes                | Második               | Harmadik             |
| ---- | ---------------------- | --------------------- | -------------------- |
| 1928 | Feliks Więcek          | Wiktor Olecki         | Stanisław Kłosowicz  |
| 1929 | Józef Stefański        | Eugeniusz Michalak    | Wacław Kołodziejczyk |
| 1933 | Jerzy Lipiński         | Wiktor Olecki         | Stanisław Wasilewski |
| 1937 | Bolesław Napierała     | Stanisław Wasilewski  | Józef Kapiak         |
| 1939 | Bolesław Napierała     | Marian Rzeźnicki      | Mieczysław Jaskolski |
| 1947 | Stanisław Grzelak      | Zdzisław Stolarczyk   | Bolesław Napierała   |
| 1948 | Wacław Wójcik          | Lucjan Pietraszewski  | Wacław Wrzesiński    |
| 1949 | Francesco Locatelli    | Marin Niculescu       | Kaj Allan Olsen      |
| 1952 | Wacław Wójcik          | Józef Kapiak          | Mieczysław Ulik      |
| 1953 | Mieczysław Wilczewski  | Wacław Wójcik         | Grzegorz Chwiendacz  |
| 1954 | Marian Więckowski      | Stanisław Bugalski    | Adam Wiśniewski      |
| 1955 | Marian Więckowski      | Wiesław Podobas       | Adam Wiśniewski      |
| 1956 | Marian Więckowski      | Stanisław Bugalski    | Wiesław Podobas      |
| 1957 | Henryk Kowalski        | Stanisław Bugalski    | Wacław Wrzesiński    |
| 1958 | Bogusław Fornalczyk    | Constant Goossens     | Stanisław Gazda      |
| 1959 | Wiesław Podobas        | Stanisław Gazda       | Dick Enthoven        |
| 1960 | Roger Diercken         | Jan Kudra             | Anatolij Olizarenko  |
| 1961 | Henryk Kowalski        | Bogusław Fornalczyk   | Eberhard Butzke      |
| 1962 | Jan Kudra              | Roger Swerts          | Sylwester Góral      |
| 1963 | Stanisław Gazda        | Stanisław Pawłowski   | Józef Beker          |
| 1964 | Rajmund Zieliński      | Władysław Kozłowski   | Jan Magiera          |
| 1965 | Józef Beker            | Jerzy Mikołajczyk     | Władysław Kozłowski  |
| 1966 | Józef Gawliczek        | Jan Magiera           | Tadeusz Zadrożny     |
| 1967 | Andrzej Bławdzin       | Alekszandr Kulibin    | Józef Mikołajczyk    |
| 1968 | Jan Kudra              | Marian Forma          | Stanisław Demel      |
| 1969 | Wojciech Matusiak      | Zygmunt Hanusik       | Ryszard Szurkowski   |
| 1970 | Jan Stachura           | Czesław Polewiak      | Tadeusz Szpak        |
| 1971 | Stanisław Szozda       | Jan Smyrak            | Ladislav Zakretta    |
| 1972 | Jose Luis Viejo        | Tadeusz Mytnik        | Stanisław Gazda      |
| 1973 | Lucjan Lis             | Ryszard Szurkowski    | Tadeusz Mytnik       |
| 1974 | André Delcroix         | Ludo Peeters          | Wojciech Matusiak    |
| 1975 | Tadeusz Mytnik         | Hans-Joachim Hartnick | Marian Majkowski     |
| 1976 | Janusz Kowalski        | Jan Brzeźny           | Joachim Vogel        |
| 1977 | Lechosław Michalak     | Tadeusz Skrzypek      | Michael Schiffner    |
| 1978 | Jan Brzeźny            | Tadeusz Wojtas        | Jan Jankiewicz       |
| 1979 | Henryk Charucki        | Janusz Kowalski       | Jan Krawczyk         |
| 1980 | Czesław Lang           | Tadeusz Wojtas        | Jan Jankiewicz       |
| 1981 | Jan Brzeźny            | Roman Cieślak         | Sławomir Podwójniak  |
| 1982 | Andrzej Mierzejewski   | Jan Schur             | Stanislaw Masiar     |
| 1983 | Tadeusz Krawczyk       | Andrzej Serediuk      | Andrzej Mierzejewski |
| 1984 | Andrzej Mierzejewski   | Tadeusz Krawczyk      | Tadeusz Piotrowicz   |
| 1985 | Marek Leśniewski       | Zdzisław Wrona        | Dariusz Zakrzewski   |
| 1986 | Marek Kulas            | Zbigniew Ludwiniak    | Mirosław Uryga       |
| 1987 | Zbigniew Piątek        | Marek Leśniewski      | Czeslaw Lukaszewicz  |
| 1988 | Andrzej Mierzejewski   | Arvi Tammesalu        | Mieczysław Karłowicz |
| 1989 | Marek Wrona            | Sławomir Krawczyk     | Robert Krzyżostaniak |
| 1990 | Mieczysław Karłowicz   | Grigorij Iscsenko     | Tomasz Brożyna       |
| 1991 | Dariusz Baranowski     | Mariusz Bilewski      | Marek Kamiński       |
| 1992 | Dariusz Baranowski     | Raimondas Rumšas      | Igor Pastavhovics    |
| 1993 | Dariusz Baranowski     | Marek Leśniewski      | Ivan Romanov         |
| 1994 | Maurizio Fondriest     | Marco Lietti          | Tomasz Brożyna       |
| 1995 | Zbigniew Spruch        | Fabrizio Guidi        | Dariusz Baranowski   |
| 1996 | Vjacseszlav Dzsavanyan | Maurizio Fondriest    | Andrea Noè           |
| 1997 | Rolf Järmann           | Zenon Jaskuła         | Sasa Sviben          |
| 1998 | Szergej Ivanov         | Jacky Durand          | Fabio Malberti       |
| 1999 | Tomasz Brożyna         | Cezary Zamana         | Jens Voigt           |
| 2000 | Piotr Przydział        | Piotr Wadecki         | Szergej Ivanov       |
| 2001 | Ondřej Sosenka         | Jens Voigt            | Piotr Przydział      |
| 2002 | Laurent Brochard       | Tomasz Brożyna        | Marek Rutkiewicz     |
| 2003 | Cezary Zamana          | Andrea Noè            | Dave Bruylandts      |
| 2004 | Ondřej Sosenka         | Hugo Sabido           | Franco Pellizotti    |
| 2005 | Kim Kirchen            | Pieter Weening        | Thomas Dekker        |
| 2006 | Stefan Schumacher      | Cadel Evans           | Alessandro Ballan    |
| 2007 | Johan Vansummeren      | Robert Gesink         | Kim Kirchen          |
| 2008 | Jens Voigt             | Lars Bak              | Franco Pellizotti    |
| 2009 | Alessandro Ballan      | Daniel Moreno         | Edvald Boasson Hagen |
| 2010 | Daniel Martin          | Grega Bole            | Bauke Mollema        |
| 2011 | Peter Sagan            | Daniel Martin         | Marco Marcato        |
| 2012 | Moreno Moser           | Michał Kwiatkowski    | Sergio Henao         |
| 2013 | Pieter Weening         | Ion Izagirre          | Christophe Riblon    |
| 2014 | Rafał Majka            | Ion Izagirre          | Beñat Intxausti      |
| 2015 | Ion Izagirre           | Bart De Clercq        | Ben Hermans          |
| 2016 | Tim Wellens            | Fabio Felline         | Alberto Bettiol      |
| 2017 | Dylan Teuns            | Rafał Majka           | Wout Poels           |
| 2018 | Michał Kwiatkowski     | Simon Yates           | Thibaut Pinot        |
| 2019 | Pavel Szivakov         | Jai Hindley           | Diego Ulissi         |
| 2020 | Remco Evenepoel        | Jakob Fuglsang        | Simon Yates          |
| 2021 | João Almeida           | Matej Mohorič         | Michał Kwiatkowski   |
| 2022 | Ethan Hayter           | Thymen Arensman       | Pello Bilbao         |
| 2023 | Matej Mohorič          | João Almeida          | Michał Kwiatkowski   |
| 2024 | Jonas Vingegaard       | Diego Ulissi          | Wilco Kelderman      |